# Światopogląd
Światopogląd – względnie stały zespół przekonań i opinii (często wartościujących) na temat otaczającego świata, czerpanych z rozmaitych dziedzin kultury, głównie z nauki, sztuki, religii i filozofii.

## Dzieje pojęcia
Pojęcie Weltanschauung pojawiło się po raz pierwszy w filozofii klasycznego idealizmu niemieckiego. Pochodzi od odgrywającego kluczową rolę w filozofii Fichtego i Schellinga i mającego w myśli obu filozofów zbliżone znaczenie pojęcia intelekuelle Anschauung, tłumaczonego najczęściej jako „ogląd intelektualny”, „intelektualna naoczność” lub „intelektualne oglądanie”, a występującego w pierwotnej formie już w myśli Kanta. Intelektualna naoczność to świadomość rozumiana nie jako fakt, ale jako akt – to, że w poznającym siebie Ja nie ma różnicy między podmiotem poznania a przedmiotem poznania, dzięki czemu ma ono bezpośredni, intuicyjny wgląd w samego siebie. Akt ten jest dla Ja aktem samokonstytuującym. „Naoczność intelektualna” rozwinęła się w pojęcie światopoglądu w filozofii Friedricha Schleiermachera i Georga Wilhelma Hegla, które następnie w metodologii nauk humanistycznych rozpowszechnił Wilhelm Dilthey.
W swoich rozprawach O istocie filozofii (1907) oraz Typy światopoglądów i ich rozwinięcie w systemach metafizycznych (1911) Dilthey posłużył się terminem światopogląd dla oznaczenia poglądów formułowanych w ramach takich systemów znaczeniowych jak religia, sztuka (głównie poezja i literatura) oraz filozofia.
Światopoglądy wyrażane poprzez poezję, sztukę czy filozofię udzielały odpowiedzi na dwie zagadki nurtujące ludzkość od zarania jej dziejów: zagadkę świata i zagadkę życia. U podstaw tak pojmowanego światopoglądu pozostawało doświadczenie życiowe, ponieważ pojawienie się zagadek życia i świata jest właśnie efektem kształtowania się doświadczenia życiowego. Usytuowanie na jednej płaszczyźnie światopoglądu religijnego, poetyckiego oraz filozoficznego równoznaczne było z odmówieniem filozofii miana do poznania teoretycznego i umieszczenia jej w sferze działań praktycznych.

## Znaczenie współczesne
Termin „światopogląd”, odbiegając nieco od znaczenia jakie nadał mu Dilthey, nie oznaczający nic innego jak pogląd na świat odnosi się nie do poglądu dotyczącego jakiegoś wycinka rzeczywistości, lecz do ujęcia całościowego orzekającego się o uniwersum możliwych oraz istniejących rzeczy i zjawisk, łącznie z człowiekiem pojmowanym zarówno jako gatunek, jak również jako jednostka. Stanowi on ogólne pojęcie o świecie, w którym przekonania, wartości i założenia metafizyczne są ze sobą splecione i nadają światu znaczenie, a także ułatwiają przejście od myślenia do działania.
Podstawową cechą światopoglądu jest jego uniwersalność. Odnosi się on zarówno do dziedzin jakie wymienił Dilthey, jak również do wielu jeszcze innych, z których najważniejsze stanowią sfery doświadczeń związanych z materialną, polityczną, społeczną, techniczną egzystencją człowieka oraz z jego indywidualnymi doświadczeniami życiowymi realizowanymi w sferach erotycznej, emocjonalnej, uczuciowej czy duchowej. Wszystkie one, oraz wiele jeszcze innych, z całą pewnością pozostają u podstaw całościowego obrazu świata.
Kolejną nie mniej istotną cechą światopoglądu jest jego usystematyzowanie. Dokonuje się w nim określona strukturalizacja doświadczeń na temat własnego życia oraz otaczającego świata. Strukturalizacja ta jest efektem albo określonego wychowania albo samodzielnej refleksji. Jej wynikiem jest określona hierarchia wartości i celów, ze względu na które człowiek podejmuje swoje działania.
Światopogląd stanowi mniej lub bardziej wyraźnie sformułowany opis konkretnej sytuacji człowieka na tle świata, jak również pewne preferencje i postulaty odnoszące się do działań człowieka. W światopoglądzie znajdują wyraz te głównie znaczenia, które określają stosunek człowieka do własnego życia oraz do otaczającego go świata. Dotyczy on zatem konkretnej osoby, wyrażając jej zapatrywania na istotne dla niej kwestie.
Z faktu, że treści światopoglądowe czerpią z różnych doświadczeń życiowych i różnych dziedzin kultury, wynikają jeszcze dwie istotne cechy światopoglądu: to, że może on mniej lub bardziej świadomie łączyć wzajemnie ze sobą sprzeczne treści oraz to, że zasadność światopoglądu wyznaczana i oceniana jest nie poprzez obiektywne i ogólne standardy, lecz poprzez indywidualną jednostkę ludzką, orzekającą o jego przydatności/nieprzydatności dla realizacji konkretnych działań.
Tak rozumiany światopogląd jest z kolei źródłem postaw i uzasadnieniem dla postępowania danej osoby. Przyjmuje się, że do rozwoju światopoglądu dochodzi w trakcie rozwoju osobniczego człowieka, przy czym światopogląd powstaje wyłącznie na gruncie uwarunkowań kulturowych, nie zaś biologicznych.
Na gruncie interpersonalnych podobieństw indywidualnych światopoglądów poszczególnych osób dochodzi do powstawania grup społecznych takich jak wspólnoty wyznaniowe, partie, ruchy społeczne itp., które z kolei próbują artykułować wspólnotę wyznawanych światopoglądów jako ideologię.

## Światopogląd a filozofia
Powyższe uwagi pozwalają na jasne rozróżnienie pomiędzy filozofią pojmowaną kognitywnie a światopoglądem, formułującym mniej lub bardziej wyraźnie indywidualną hierarchię wartości i celów, ze względu na które konkretny człowiek podejmuje swoje działania.
Światopogląd determinuje indywidualną i osobową sferę życia człowieka, pozwalając mu na odnajdywanie sensu swojej egzystencji, czyli na uzasadnienie konkretnych ludzkich działań. Każdorazowo więc światopogląd związany jest z konkretną jednostką ludzką i z konkretną sensownością jej działań. Nie wyklucza to sytuacji bazowania przez konkretny światopogląd na wiedzy teoretycznej czy ideologii bądź religii, wyklucza zaś mówienie o światopoglądzie w kategoriach prawdy lub fałszu.